# Gravlax
Gravlax (sueco), conocido como gravad laks (danés), gravlaks (noruego), graavilohi (finlandés), y graflax (islandés) es un aperitivo escandinavo que consiste en finas rodajas de salmón curadas en sal, azúcar y eneldo.

## Forma de servir
El gravlax se sirve tradicionalmente sobre una tosta crujiente acompañada de eneldo y unas gotas de mostaza.

## Historia
Durante la Edad Media, el gravlax era elaborado por los pescadores mediante salazón de salmón y forzando una ligera fermentación. La palabra gravlax proviene de la palabra escandinava grav, que significa «excavar» o «agujero en la tierra» (en sueco, noruego y danés), y lax (o laks), que significa «salmón»; por lo tanto, significa «salmón enterrado». 
Hoy en día la fermentación no dura mucho y en su lugar se añade la sal y el eneldo.